# Pierre Boissié
Pour les articles homonymes, voir Boissié.
Pierre Aristide Boissié est un homme politique français né le 26 mai 1806 à Cours (Lot-et-Garonne) et mort le 16 février 1893 à Laugnac.

## Biographie
Propriétaire terrien, maire de Laugnac de 1826 à 1851 puis en 1871, conseiller général, il est député de Lot-et-Garonne de 1848 à 1851 siégeant à droite.

## Sources
- « Pierre Boissié », dans Adolphe Robert et Gaston Cougny, Dictionnaire des parlementaires français, Edgar Bourloton, 1889-1891 [détail de l’édition]